# Monument au général Lee (Richmond)
Ne doit pas être confondu avec Statue de Robert Lee (Charlottesville).
Le Monument au général Lee est une statue équestre du général américain Robert Lee anciennement située sur un rond-point de Monument Avenue à Richmond, dans l'État de Virginie, aux États-Unis. L'œuvre inaugurée en 1890 est du sculpteur français Antonin Mercié. Elle a été retirée de son emplacement en 2021.

## Historique
Robert Lee est le commandant de l'armée de Virginie du Nord, puis le général en chef des armées des États confédérés au cours de la guerre de Sécession. Richmond est entre mai 1861 et avril 1865 la capitale des États confédérés d'Amérique.
En 1886, un concours pour le monument à Richmond est ouvert à Washington, lequel est remporté par le sculpteur américain Charles Henry Niehaus, mais la commande revient à Antonin Mercié. Le monument est inauguré sur Monument Avenue le 29 mai 1890.
À la suite des dégradations du monument, tagué par des slogans liés au mouvement Black Lives Matter en 2020, la statue équestre en bronze est déboulonnée le 8 septembre 2021 par les autorités de la ville de Richmond, considérée comme un « symbole raciste »,. En février 2022, le socle demeuré vide est à son tour démonté et il ne reste plus aucune trace du monument sur son site originel. L'ensemble du monument est cependant conservé, comme les autres monuments de l'avenue, par le Musée d'histoire noire et centre culturel de Virginie.

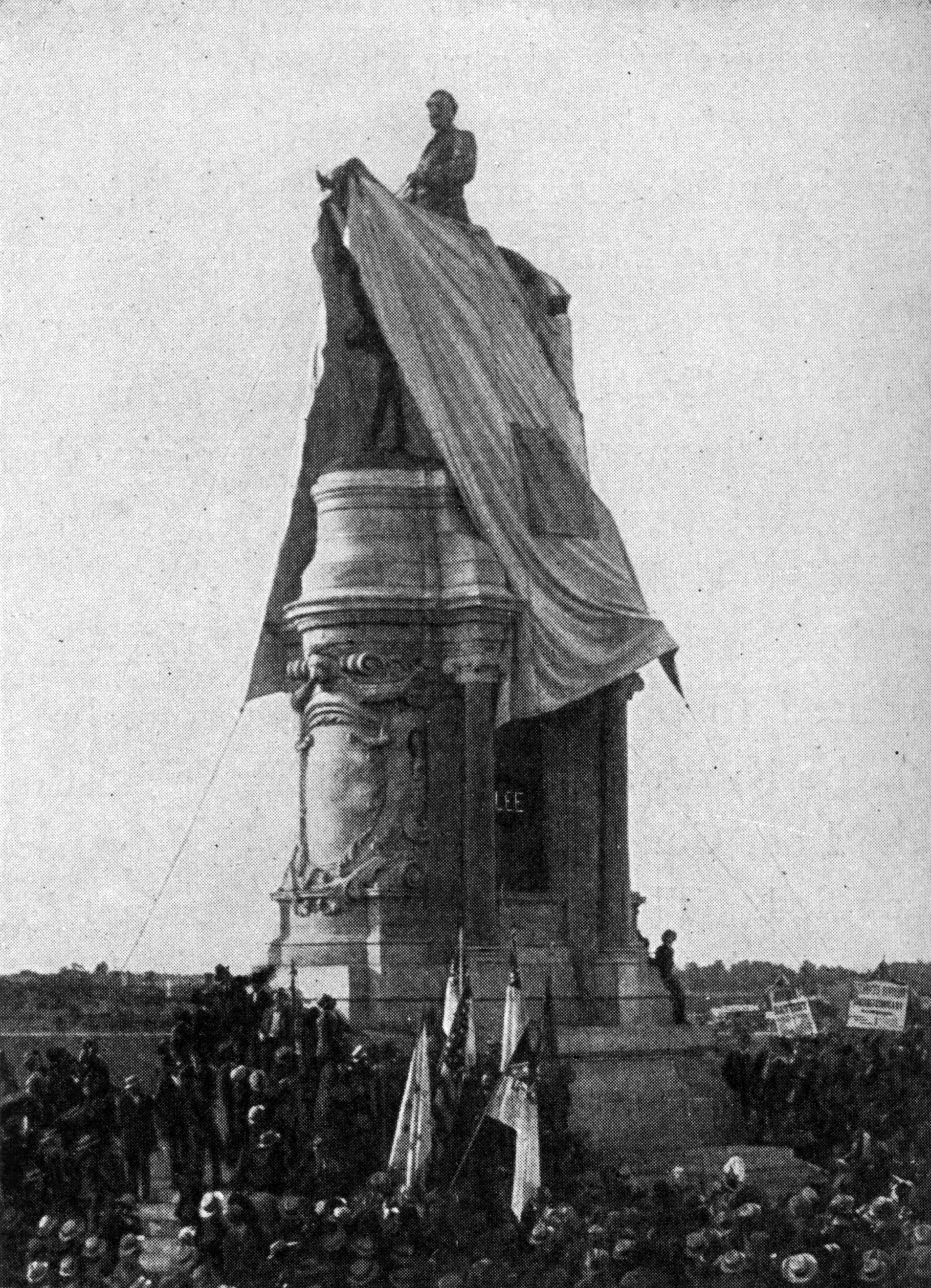
Inauguration en 1890.
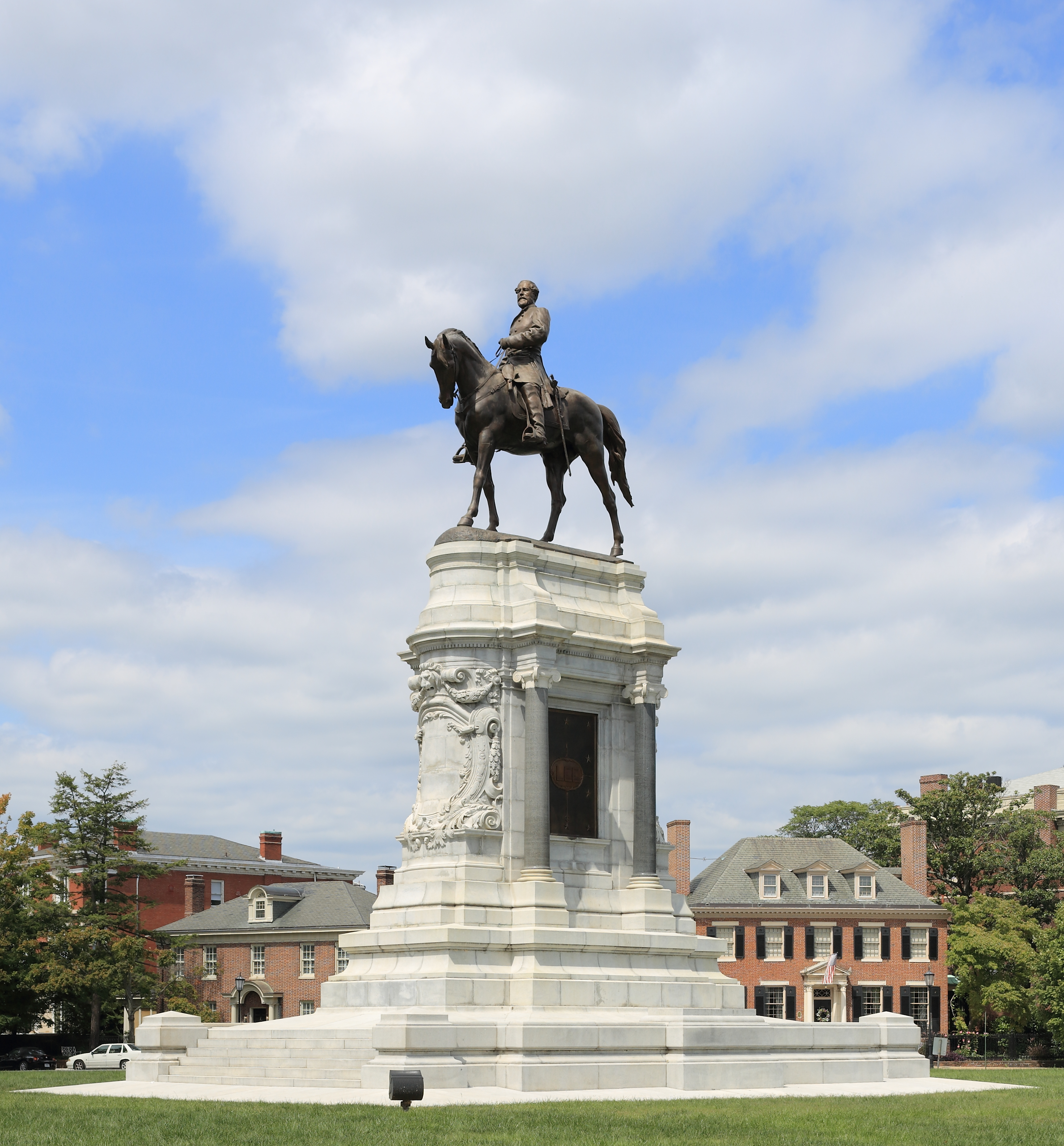
Vue d'ensemble du monument en 2013.
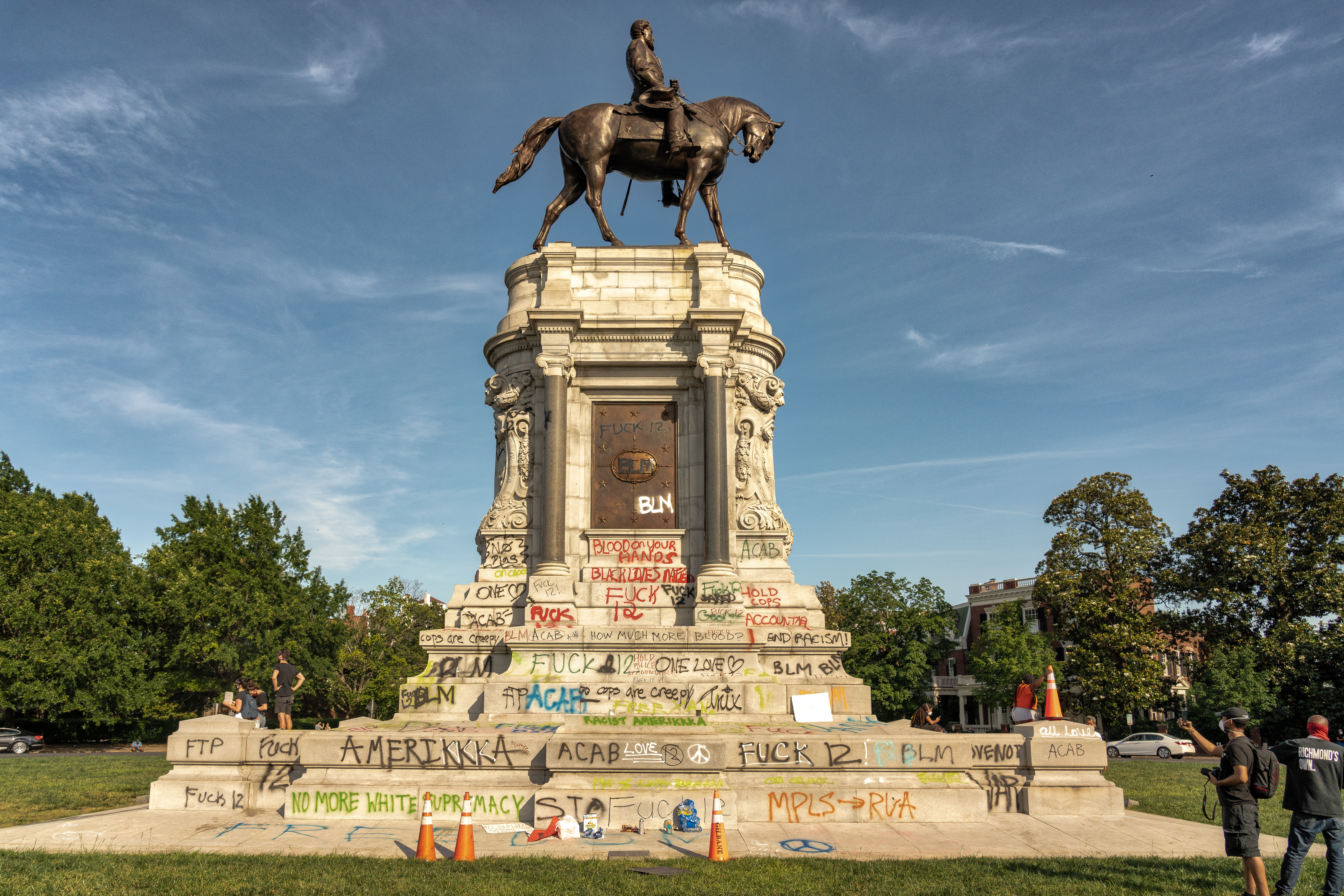
Le monument tagué par des slogans liés au mouvement Black Lives Matter en 2020.
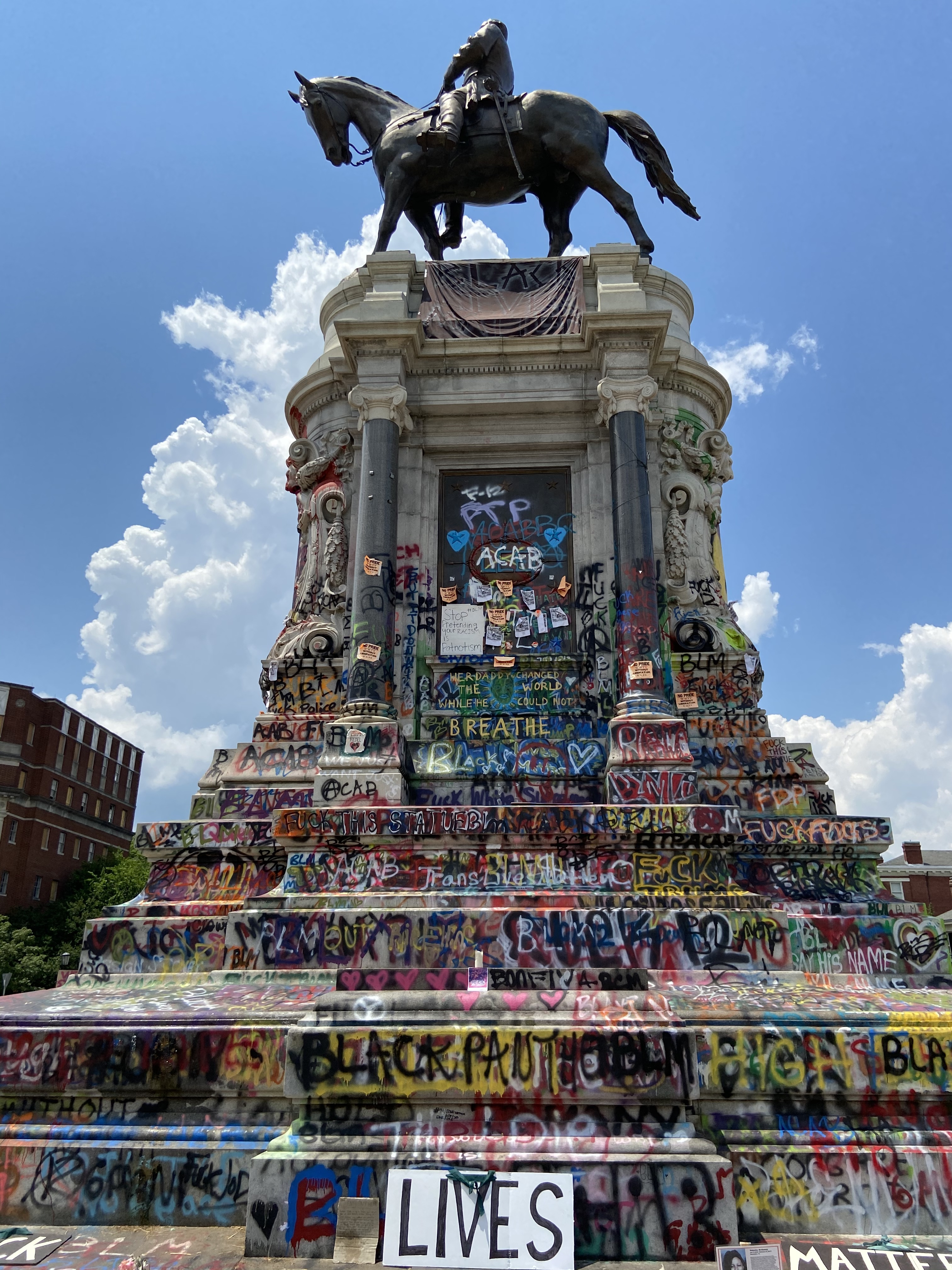
Le monument tagué par des slogans liés au mouvement Black Lives Matter en 2020.